# Карлос Винисиус
Карлос Винисиус Алвес Мораис (порт. Carlos Vinícius Alves Morais; более известный как Карлос Винисиус, порт. Carlos Vinícius; род. 25 марта 1995, Сан-Паулу) — бразильский футболист, нападающий английского клуба «Фулхэм».

## Клубная карьера
Винисиус — воспитанник клубов «Гояс», «Сантос», «Деспортиво Бразил» и «Палмейрас» (здесь он стал центральным нападающим). В 2016 году он подписал контракт с клубом «Калденсе». Винисиус не сумел выиграть конкуренцию (сыграл лишь один матч за клуб в чемпионате штата), он присоединился к «Гремио Анаполис», а затем был отдан в аренду в португальский «Реал» из Келуша. 6 августа в матче против «Лейшойнш» он дебютировал в Сегунда Лиге. В этом же поединке Карлос сделал хет-трик,забив свои первые голы за «Реал». По итогам сезона он забил 19 мячей, став лучшим бомбардиром Второго дивизиона Португалии. 
Летом 2018 года Винисиус перешёл в итальянский «Наполи». Сумма трансфера составила 4 млн. евро. Сразу же для получения игровой практики Карлос был отдан в аренду в «Риу Аве». 2 августа в матче против «Портимоненсе» он дебютировал в Сангриш лиге. 22 сентября в поединке против «Санта-Клары» Карлос забил свой первый гол за «Риу Аве». Примечательно, что в этом матче он отметился мячом и в свои ворота.
В начале 2019 года Винисиус на правах аренды перешёл во французский «Монако». 2 февраля в матче против «Тулузы» он дебютировал в Лиге 1. 15 марта в поединке против «Лилля» Карлос забил свой первый гол за «Монако». Летом того же года Винисиус перешёл в лиссабонскую «Бенфику», подписав контракт на 5 лет. Сумма трансфера составила 17 млн. евро. 10 августа в матче против «Пасуш де Феррейра» он дебютировал за новую команду. В этом же поединке Карлос забил свой первый гол за «Бенфику». 27 ноября в матче Лиги чемпионов против немецкого «РБ Лейпциг» он отметился забитым голом. 
2 октября 2020 стало известно, что английский «Тоттенхэм Хотспур» взял нападающего в годичную аренду. Было объявлено, в частности, что новичок будет выходить на поле в составе «шпор» под 45-м номером. В различных источниках сообщалось, что аренда обойдется англичанам в 3 миллиона евро, а еще 45 — необходимо будет выплатить за выкуп прав, если «Тоттенхэм» захочет оставить Винисиуса у себя.
31 августа 2021 года был отдан в аренду на два года в клуб ПСВ.
1 сентября 2022 года перешёл в английский «Фулхэм», подписав с клубом трёхлетний контракт.

## Достижения

### Клубные
«Бенфика»
- Обладатель Суперкубка Португалии: 2019

«Тоттенхэм Хотспур»
- Финалист Кубка Английской футбольной лиги: 2020/21

ПСВ
- Обладатель Кубка Нидерландов: 2021/22

### Индивидуальные
- Лучший бомбардир чемпионата Португалии: 2019/20 (18)